# Gypona bogotana
Gypona bogotana är en insektsart som beskrevs av Spångberg 1878. Gypona bogotana ingår i släktet Gypona och familjen dvärgstritar. Inga underarter finns listade i Catalogue of Life.